# Zygtaxphora occidentata
Zygtaxphora occidentata är en tvåvingeart som beskrevs av Ronald Henry Lambert Disney 2006. Zygtaxphora occidentata ingår i släktet Zygtaxphora och familjen puckelflugor. Inga underarter finns listade i Catalogue of Life.